# Edwin Dutton
Edwin Dutton (* 8. April 1890 in Mittelwalde, Provinz Schlesien; † 24. Mai 1972 in Wilmslow, Cheshire, England) war ein deutscher Fußballspieler und -trainer britischer Abstammung. Dutton, der für BTuFC Britannia 1892 und BFC Preußen spielte und auch im Kader des englischen Erstligisten Newcastle United stand, spielte 1909 einmal für die deutsche Nationalmannschaft. Als Trainer arbeitete er in den 1920er und 1930er Jahren für die Stuttgarter Kickers, wo er 1925 Meister der Bezirksliga Württemberg/Baden wurde, und Ipswich Town, damals noch ein Amateurverein, wo er 1930 die Southern Amateur League gewann.

## Leben und Wirken

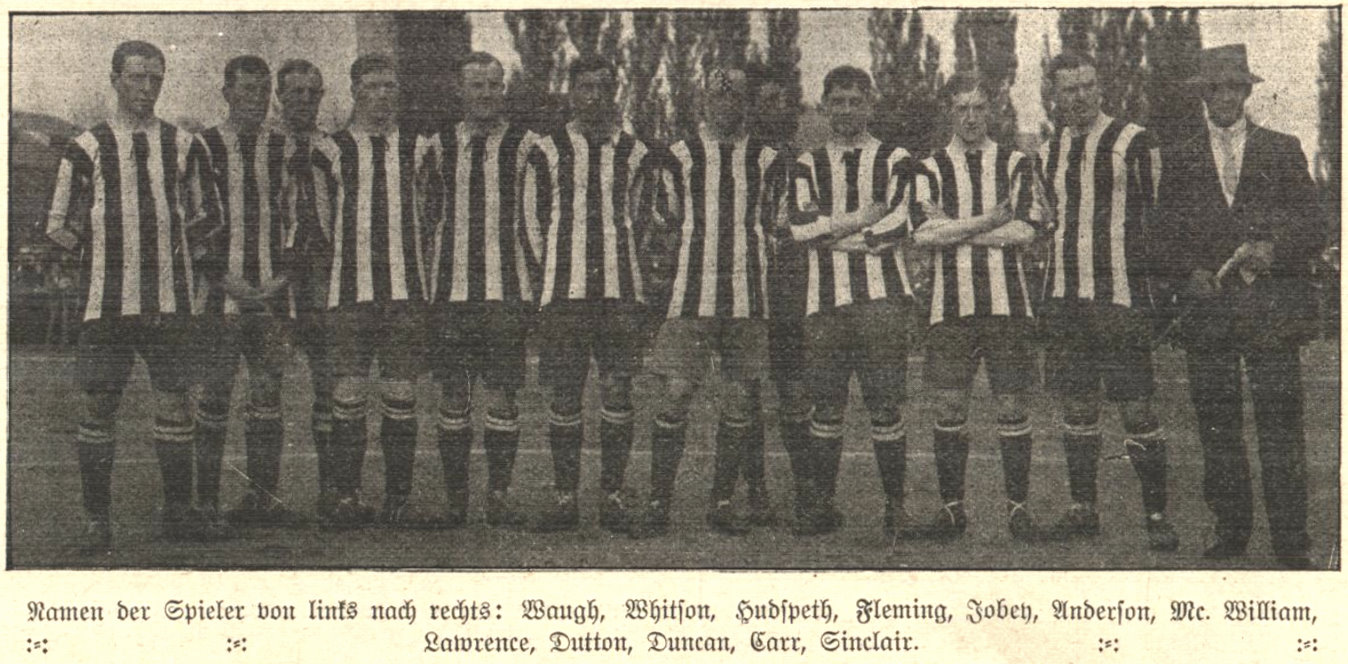
Edwin Dutton (4. v. r) mit Newcastle United vor dem Spiel gg. 1. FC Pforzheim 1911

### Vereine
Dutton begann in Berlin in der Jugendabteilung des BTuFC Britannia 1892 mit dem Fußballspielen. Sein Vater war Tom Dutton, ein englischer Sport-Pionier und bedeutender Importeur englischer Sportartikel, der als Fußballer und Cricketer den genannten Verein mitbegründet hatte, ebenso wie in Breslau den FC Breslau 1895. Der Senior schickte Edwin, geboren im preußisch-schlesischen Mittelwalde, zum Schulbesuch in die deutsche Hauptstadt.
Zur Saison 1906/07 rückte er in die erste Britannia-Mannschaft auf. Bis Saisonende 1907/08 kam er in den Berliner Meisterschaften zum Einsatz, die der Verband Berliner Ballspielvereine organisierte. Beide Male schloss das Team die Saison als Zweitplatzierter ab. Anschließend spielte Dutton junior für den Lokalrivalen BFC Preussen, mit dem er am Saisonende 1909/10 die Berliner Meisterschaft gewann. Aufgrund des Erfolges wurde er in der Endrunde um die Deutsche Meisterschaft im Viertelfinale gegen Holstein Kiel eingesetzt, das mit 1:4 verloren wurde. Im April 1910 stand er zusammen mit seinem Mannschaftskollegen Alfred Gelbhaar in der Auswahl des Verbandes Berliner Ballspielvereine im Finale um den Kronprinzenpokal, verlor aber dort vor heimische Kulisse gegen die Auswahl Süddeutschlands mit 5:6. In der Partie, die sich über 142 Minuten hinzog, erzielte er den Treffer zum 2:4 für die Berliner. Ernst Poetsch und der vierfache Torschütze Willi Worpitzky zählten zu den Stars der Berliner.
Im Oktober 1910 unterzeichnete Dutton einen Vertrag mit dem Erstligisten und amtierenden FA-Cup-Sieger Newcastle United, dem er bis Saisonende 1911/12 angehörte. Während er in Pflichtspielen ohne Einsatz blieb, nahm er an der Reise der Novocastrians durch Deutschland und die Schweiz im Mai 1911 teil. Beim 5:2-Sieg über den 1. FC Pforzheim erzielte er dabei auch ein Tor. Der Reporter der Süddeutschen Sportzeitung berichtete über ihn: „Dutton, der Halblinke, stand zwar hinter seinen Partnern etwas zurück, bewies aber durch manche geschickt und fein ausgeführte Aktion sein Verständnis für modernes Angriffspiel.“ Ein Höhepunkt der Reise war der 2:1-Sieg Uniteds beim deutschen Meister SpVgg Fürth. Bill Townley erwies sich in dieser Partie als ausgezeichneter Schiedsrichter. Die Engländer setzten auf der Reise vornehmlich Reservisten ein.
1912 nach Berlin zurückgekehrt, erhielt er im Januar 1913 durch Beschluss des DFB-Bundestages den Amateurstatus wieder zuerkannt – eine Ausnahme von der eigentlich vorgesehenen zweijährigen Wartezeit. Fortan war er wieder für den BTuFC Britannia 1892 spielberechtigt und wirkte im März desselben Jahres im mit 0:1 verlorenen Städtevergleich in Paris mit. Die Saison 1913/14 absolvierte er im Verband Brandenburgischer Ballspielvereine und schloss sie mit der Mannschaft als Fünftplatzierter ab.
Vom Ausbruch des Ersten Weltkriegs überrascht, wurde er, der immer noch als Brite galt, wie auch alle anderen in Deutschland tätigen britischen Zivilisten – darunter zahlreiche Sportler – im Internierungslager Ruhleben auf der dortigen Trabrennbahn festgesetzt. Schilderungen des Alltags im Lager, in dem sich mehrere Tausend Zivilpersonen befanden, variieren stark, doch fand zeitweise ein reger Sportbetrieb statt und spielten Lagerteams Fußballwettbewerbe aus.
Im Sommer 1918 gelangten einige bekannte Sportler, unter ihnen Steve Bloomer, Sam Wolstenholme und Dutton, aus Ruhleben in die Niederlande, wo sie eine Zeitlang Cricket und Fußball spielten, letzteren in einer „All British XI-tal“ gegen Blauw Wit Amsterdam.
Trotz seiner Erfahrungen kehrte Dutton erneut nach Deutschland zurück. Er trainierte von 1924 bis 1926 die Stuttgarter Kickers und führte sie am Ende seines ersten Trainerjahres zur Bezirksmeisterschaft Württemberg/Baden und anschließend in der Endrunde um die Süddeutsche Meisterschaft auf den vierten Platz. Abermals nach England zurückgekehrt, war er zunächst Assistenztrainer bei South Shields, ehe er von 1927 bis 1932 quasi erster Cheftrainer, oder Manager, wie man in England sagt, von Ipswich Town war. Mit Ipswich gewann er 1929/30 die 1930 die Meisterschaft der Southern Amateur League und es wird ihm zugeschrieben, großen Einfluss auf die erfolgreiche Entwicklung des Vereins auf dem Weg zur Professionalisierung gehabt zu haben, die 1938 in der Aufnahme in die English Football League mündete.
Danach zog es ihn zurück in den Nordosten Englands.

### Nationalmannschaft
Trotz seiner britischen Abstammung kam er zu einem Länderspieleinsatz für die A-Nationalmannschaft des DFB, den er am 4. April 1909 in Budapest beim 3:3-Unentschieden gegen die Nationalmannschaft Ungarns hatte.

### Privates
Edwin Dutton heiratete Mary, die Tochter des langjährigen Trainers von Newcastle United James McPherson. Ihr Bruder James McPherson war in den 1920er Jahren unter anderem Nationaltrainer von Norwegen und Trainer des FC Bayern München. Sein angeheirateter Neffe Bob McPherson wurde 1934 Assistenztrainer bei Ipswich Town.
In späteren Jahren ließen sie sich in Wilmslow in Cheshire südlich von Manchester nieder, wo ihr Sohn John, ein Neurologe, praktizierte. In dieser Gemeinde sollten in späteren Jahren auch viele weitere bekannte Persönlichkeiten des Fußballsports wie Sir Alex Ferguson, Sergio „Kun“ Agüero und Owen Hargreaves, der auch einige Jahre beim FC Bayern spielte, eine Heimat finden. Edwin Dutton verstarb hier am 24. Mai 1972 in seinem Eigenheim. Seine Frau Mary (* 1893) verstarb ein Jahr darauf in Manchester.

## Erfolge
- Berliner Meister 1910